# Bürgermeisterei Dockweiler
Die Bürgermeisterei Dockweiler war eine von ursprünglich zwölf preußischen Bürgermeistereien, in die sich der 1816 neu gebildete Kreis Daun im Regierungsbezirk Trier verwaltungsmäßig gliederte. Von 1822 an gehörte sie zur Rheinprovinz. Der Verwaltung der Bürgermeisterei unterstanden fünf Gemeinden. Der Verwaltungssitz war zeitweise in Dreis, später in Daun. Heute liegt das Verwaltungsgebiet im Landkreis Vulkaneifel in Rheinland-Pfalz.
Ende 1927 wurde die Bürgermeisterei Dockweiler in Amt Dockweiler umbenannt und ging später in der Verbandsgemeinde Daun auf.

## Gemeinden
Zur Bürgermeisterei Dockweiler gehörten fünf Gemeinden (Einwohnerzahlen und Anzahl der Haushalte (Feuerstellen) Stand 1818):
- Brück (240 Einwohner, 40 Haushalte; seit 1973 Ortsteil von Dreis-Brück)
- Dockweiler (280 Einwohner, 40 Haushalte)
- Dreis (350 Einwohner, 60 Haushalte; seit 1973 Ortsteil von Dreis-Brück)
- Kirchweiler (280 Einwohner, 40 Haushalte)
- Waldkönigen (240 Einwohner, 40 Haushalte; seit 1970 Stadtteil von Daun)

## Geschichte
Bis zum Ende des 18. Jahrhunderts gehörten Dockweiler, Dreis und ein Teil von Brück zur reichsunmittelbaren Herrschaft Kerpen, die im Besitz des Herzogs vom Arenberg war; ein Teil von Brück war kurtrierisch (Amt Ulmen). Kirchweiler gehörte zum Gericht Rockeskyll im Amt Daun des Kurfürstentums Trier. Waldkönigen gehörte zur Reichsherrschaft Winneburg und Beilstein, zuletzt im Besitz der Grafen von Metternich.
Im Jahr 1794 hatten französische Revolutionstruppen das Linke Rheinufer besetzt. Nach dem Frieden von Campo Formio (1797) wurde von der französischen Direktorialregierung die damals neue französische Verwaltungsstruktur eingeführt (1798). Dockweiler gehörte zum Kanton Daun im Departments der Saar und wurde im Jahr 1800 Hauptort (chef-lieu) einer Mairie. Infolge der sogenannten Befreiungskriege wurde die Region 1814 vorläufig dem Generalgouvernement Mittelrhein, dann dem Generalgouvernement Nieder- und Mittelrhein unterstellt.
Auf dem Wiener Kongress (1815) wurde die gesamte Eifel dem Königreich Preußen zugeteilt. Unter der preußischen Verwaltung wurden im Jahr 1816 Regierungsbezirke und Kreise neu gebildet, linksrheinisch behielt Preußen in der Regel die Verwaltungsbezirke der französischen Mairies vorerst bei. Die Bürgermeisterei Dockweiler entsprach insoweit der vorherigen Mairie Dockweiler. Die Bürgermeisterei Dockweiler gehörte zum Kreis Daun im Regierungsbezirk Trier und ab 1822 zur Rheinprovinz.
Die Bürgermeisterei Dockweiler wurde Ende 1927, so wie alle Landbürgermeistereien in der Rheinprovinz, aufgrund des preußischen Gesetzes über die Regelung verschiedener Punkte des Gemeindeverfassungsrechts vom 27. Dezember 1927 in „Amt Dockweiler“ umbenannt. Später wurden die Verwaltungen der Ämter Dockweiler und Sarmersbach mit dem Amt Daun zusammengelegt.

## Statistiken
Nach einer „Topographisch-Statistischen Beschreibung der Königlich Preußischen Rheinprovinzen“ aus dem Jahr 1830 gehörten zur Bürgermeisterei Dockweiler fünf Dörfer. Im Jahr 1818 wurden insgesamt 1.390 Einwohner in 220 Haushalten gezählt, 1828 waren es 1.295 Einwohner, bis auf einen Evangelischen gehörten alle dem katholischen Glauben an. Katholische Pfarrkirchen bestanden in Dockweiler und Kirchweiler.
Weitere Details entstammen dem „Gemeindelexikon für das Königreich Preußen“ aus dem Jahr 1888, das auf den Ergebnissen der Volkszählung vom 1. Dezember 1885 basiert. Im Verwaltungsgebiet der Bürgermeisterei Dockweiler lebten insgesamt 1.741 Einwohner in 367 Wohngebäuden und 374 Haushalten; alle Einwohner waren katholisch.
Die Gesamtfläche der zur Bürgermeisterei gehörigen Gemeinden betrug 3.487 Hektar, davon waren 1.104 Hektar Ackerland, 340 Hektar Wiesen und 1.183 Hektar Wald (Stand 1885).